# 原小熊貓屬
原小熊貓（學名：Proailurus），又名原貓或始貓，是一類史前的貓科動物，生存於2500萬年前的歐洲。牠們是現今貓科祖先。
原小熊貓只較現今的家貓大少許，重約9公斤。牠們的尾巴很長，有大眼睛，鋒利的爪及牙齒，與靈貓科有相似的比例。牠們可能像靈貓科般是棲於樹上的。
原小熊貓之後出現的是生存於2000-1000萬年前的假貓。